# Junglinster
Junglinster (luxembourgsk: Jonglënster) er en kommune og et byområde i Luxembourg. Kommunen, som har et areal på 55,38 km², ligger i kantonen Grevenmacher i distriktet Grevenmacher. I 2005 havde kommunen 5.911 indbyggere.
49°42′40″N 6°15′05″Ø / 49.7111°N 6.2514°Ø